# Moule à beurre

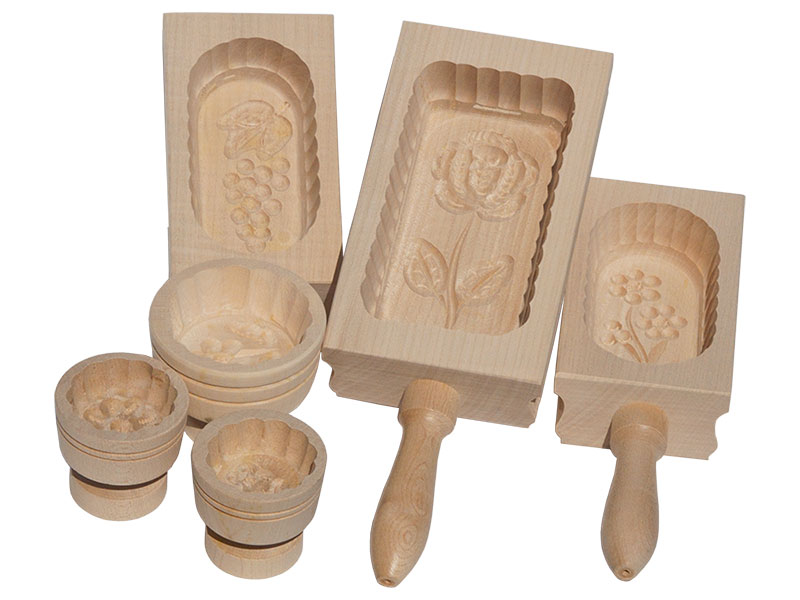
Moules à beurre en bois.

Le moule à beurre est un outil rural traditionnel que la fermière remplissait du beurre qu'elle venait de baratter afin de lui donner la forme et aussi le poids requis pour la vente.
Cette forme est réalisée généralement en 3 pièces de bois. Deux sont symétriques et articulées ou liées par des crochets, la dernière est le fond du moule qui peut être gravée avec le nom de la famille, des motifs ornementaux ou animaliers, le plus souvent une vache. Le bois utilisé est sans tanin et comme pour toute sculpture, de préférence en bois à grain fin. On trouve donc le plus souvent des moules en hêtre, en tilleul, platane voire en buis. Plus le fil du bois est serré, meilleure sera la longévité de l'outil.
Parfois, et notamment en Auvergne ou en Bretagne, on utilisait en plus un rouleau à marquer le beurre pour décorer et identifier la motte ainsi formée,.

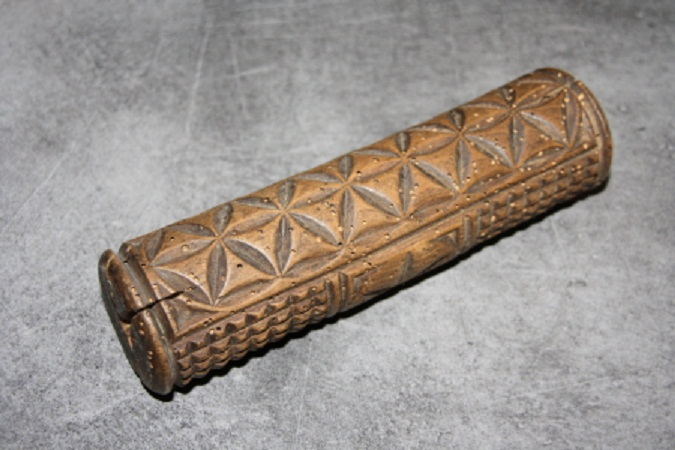
Rouleau à marquer le beurre auvergnat